# Lilian Atterer

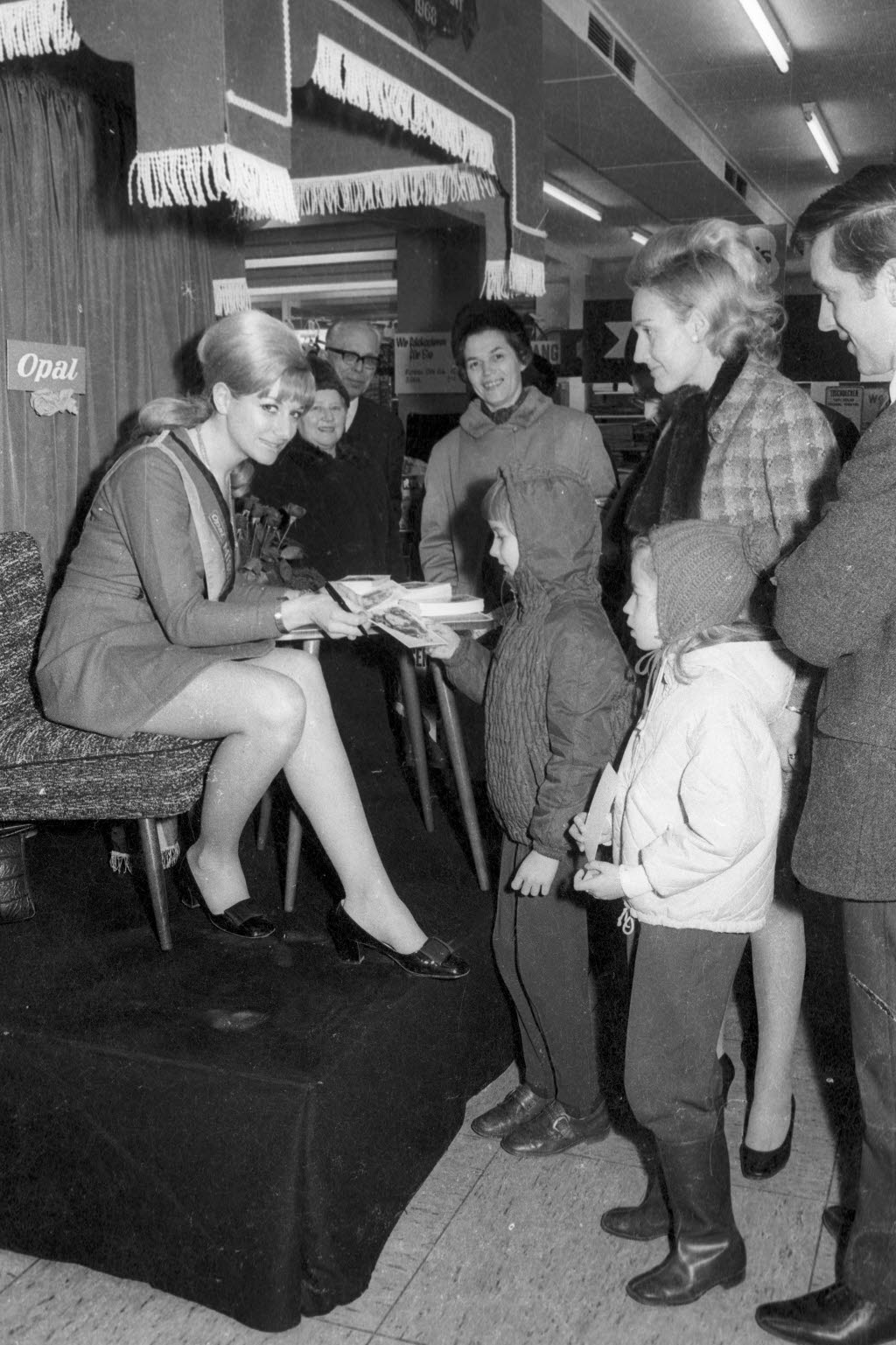
Lilian Atterer bei einer Autogrammstunde (1968)

Lilian Atterer, verheiratete Lilian Böhringer (* Februar 1948 in Forchheim, Bayern) ist eine ehemalige deutsche Schönheitskönigin sowie ehemaliges Fotomodell.  

## Leben
Die Eltern von Lilian Atterer betrieben einen Weinhandel und ein Restaurant; sie hatte drei ältere Geschwister.
Sie begann ein Gesangsstudium an einem Nürnberger Konservatorium und verdiente zudem Geld als Model. Sie gewann 1968 im Hotel Bayerischer Hof in München die Wahl zur Miss Germany, an der sie nach eigener Aussage nur teilgenommen hatte, um ihre Model-Karriere voranzubringen. Ihre musikalische Karriere musste sie wegen des unerwarteten Siegs abbrechen. Sie beteiligte sich am 13. Juli 1968 an der Miss Universe in Miami Beach (Florida, USA) und am 19. September 1971 an der Miss Europe in Tunis. Ebenfalls 1968 spielte sie mit dem Orchester Maurice Pop eine Single ein, darauf der von ihr gesungene Titel Weil ich so sexy bin. Die Single erschien auf dem Label MPS Records. 
Sie lernte 1972 den Architekten Rolf Böhringer kennen und zog mit ihm nach Waiblingen, wo das Paar 1976 heiratete. 1978 hatte sie einen Gastauftritt in der Tatort-Episode Rot–rot–tot. Sie studierte Innenarchitektur und hatte eine Tochter. Ihr Mann starb 2011.
Sie nahm „vor kurzem“ (vor dem Jahr 2006) als Co-Moderatorin an Miss-Germany-Wahlen teil.